# David Reed
(en) Statistiques sur pro-football-reference
Brandon David Reed (né le 22 mars 1987 à Dubuque) est un joueur américain de football américain.

## Enfance
David commence à jouer à la St. Paul Catholic High School au football américain et au basket-ball. Le site de recrutement Rivals.com le classe trois étoiles sur cinq.

## Carrière

### Université
Lors de sa première saison dans l'Utah, il reçoit les honneurs comme membre de l'escouade spéciale comme kick returner. Au poste de wide receiver, il reçoit vingt-cinq passes pour 427 yards et six touchdowns. Reed est d'un grand soutien dans une saison où les Utes font un score de 13 victoires contre aucune défaite ainsi qu'une victoire contre les Crimson Tide de l'Alabama lors du Sugar Bowl 2009 sur un score de 31-17 où il effectue deux réceptions dont une qui lui permet de marquer un touchdown de vingt-huit yards.
Lors de sa dernière saison, il effectue quatre-vingt-une réceptions pour 1188 yards.

### Professionnel
David Reed est sélectionné au cinquième tour du draft de la NFL de 2010 par les Ravens de Baltimore au 156e choix. Le 13 décembre 2010, il marque son premier kick return en professionnel contre les Texans de Houston de 103 yards, battant le record de la franchise détenu jusqu'alors par Patrick Johnson avec 97 yards. Il est nommé joueur de l'escouade spéciale de la semaine dans la conférence AFC. Il joue treize matchs lors de sa première saison et affiche la meilleure moyenne de yards parcouru sur un kick return de la saison 2010 avec 29,3 yards par ballons.
Il fait partie de l'équipe qui remporte le Super Bowl XLVII à la fin de la saison 2012.